# Чужестранка (роман)
«Чужестранка» (англ. Outlander) — первый из девяти в серии исторических романов Дианы Гэблдон, опубликованный в 1991 году. Повествует о медсестре Клэр Рэндалл, которая из времён Второй мировой войны переносится во времени в Шотландию XVIII века и попадает в приключения и любовный роман с Джейми Фрейзером. Серия книг соединяет несколько жанров: историческую прозу, любовный роман, приключения и научную фантастику/фэнтези.
9 августа 2014 года вышла телевизионная адаптация на Starz в США. На май 2024-го вышли семь сезонов и готовится к выходу 8-й, который должен стать заключительным.

## Сюжет
После окончания Второй мировой войны в 1946 году британская военная медсестра Клэр Рэндалл с супругом Фрэнком отправляется во второй медовый месяц в шотландский Инвернесс. Фрэнк — профессор истории — изучает историю рода, а Клэр собирает цветы возле менгиров на холме Крэг-на-Дун. Дотронувшись до одного из камней, Клэр внезапно теряет сознание. Она пробуждается в XVIII веке и встречает предка мужа капитана Джека Рэндалла. Появившийся шотландский гаэл уводит Клэр в свой клан Маккензи, где Клэр помогает вылечить вывих плеча Джейми. Здесь она понимает, что перенеслась в прошлое, называется английской вдовой, направляющейся во Францию к семье. Гаэлы не верят ей и увозят в замок Леох, где Клэр пытается найти способ вернуться в своё время.
Гаэлы 1743 года видят в Клэр иностранку, «саксонку», «чужестранку», далёкую от гаэльской культуры. Её медицинские познания заслуживают их уважение, но вождь клана Колум Маккензи считает её английским шпионом.
Чтобы спасти Клэр от подозрений и допросов капитана Рэндалла, брат вождя клана Дугал выдаёт её замуж за Джейми, что делает её гражданкой Шотландии. По пути к холму с мегалитами Крейг-на-Дун Клэр попадается людям капитана Рэндалла и просит Джейми спасти её. Вернувшись в замок Леох, Клэр продолжает лечить людей, обучает медицине жену местного чиновника Гэйлис Дункан. Вскоре обеих обвиняют в колдовстве, и Джейми поспевает вовремя, чтобы спасти Клэр. Находясь под стражей, Клэр узнает, что Гейлис входит в организацию, желающую вернуть на шотландский трон короля Якова. Перед побегом Клэр по шрамам от вакцины оспы на теле Гейлис понимает, что Гейлис тоже из будущего.
Клэр открывает свою истинную историю Джейми, который везёт её на Крейг-на-Дун. Перед выбором остаться или уйти, она решает остаться. Джейми привозит её в свой дом в Лаллиброх, где их встречает его сестра Дженни со своим мужем Иэном. По донесению одного из арендаторов скрывающегося от англичан, Джейми сажают в тюрьму Вентворт. Попытка Клэр и клана Маккензи спасти Джейми терпит неудачу, Клэр попадает в плен к Рэндаллу, который насилует Джейми в обмен на свободу Клэр. Клэр говорит Рэндаллу, что является ведьмой и предсказывает день его смерти, которую знала из семейной истории мужа Фрэнка. Бывший жених матери Джейми сэр Маркус Макраннох организовывает побег Джейми, пострадавшего от издевательств Рэндалла. В крепости Макраннох Клэр лечит раны Джейми. После исцеления Джейми со своим крёстным отцом Муртахом и Клэр сбегают во французский монастырь Сент-Анн-де-Бопре, где дядя Джейми служит настоятелем. Там Клэр понимает, что беременна.

## Персонажи
Главные:
- Клэр Рэндалл/Фрейзер — главная героиня романа. Английская медсестра, родившаяся в XX веке и чудесным образом попавшая в XVIII век. Клэр — привлекательная молодая женщина с темными волосами и желтовато-карими глазами, у нее белая кожа. Она решительная, имеет опыт полевой хирургии и оказания первой помощи.
- Джеймс (Джейми) Фрейзер — шотландский юноша-якобит, второй муж и любовь всей жизни Клэр. Джейми высокий, мускулистый, с рыжими волосами. Имеет множество боевых отметин и шрамы от порки, которой его подвергли по приказу британского капитана Джека Рендалла. Джейми храбрый, вспыльчивый, очень упрямый. Он первым узнает, что Клэр прибыла из будущего, и верит ей.
- Джонатан Рэндалл (Черный Джек) — британский офицер, садист и насильник, главный антагонист первой книги. Джек одержим своей страстью к Джейми и благодаря своим связям избегает ответственности за многочисленные совершаемые им злодеяния.
- Френк Рэндалл — первый муж Клэр, оставшийся в XX веке. Является дальним потомком капитана Джека Рендалла и имеет с ним феноменальное портретное сходство.

## Создание романа
Диана Гэблдон хотела попрактиковаться в написании, не имея определённой идеи в голове. После просмотра серии Военные игры про Доктора Кто её глаза выхватили героя Джейми Маккриммона — молодого шотландца 1745 года. Молодой шотландец в килте долго не выходил у неё из головы, и тогда она решила написать роман о событиях XVIII века в Шотландии.
Гэблдон изначально планировала создать исторический роман, но при работе героиня Клэр «без промедления взялась за историю и стала рассказывать её сама, делая хитрожопые современные замечания обо всём». Тогда Гэблдон сделала героиню современной женщиной, попавшей в Шотландию XVIII века.
В цикл «Чужестранка» входят несколько книг:
- Чужестранка (англ. Outlander, 1991)
- Стрекоза в янтаре (англ. Dragonfly in Amber, 1992)
- Путешественница (англ. Voyager, 1993)
- Барабаны осени (англ. The Drums of Autumn, 1996)
- Огненный крест (англ. The Fiery Cross, 2000)
- Дыхание снега и пепла (англ. A Breath of Snow and Ashes, 2005)
- Эхо прошлого (англ. An Echo in the Bone, 2009)
- Написано кровью собственного сердца (англ. Written in My Own Heart's Blood, 2013)
- Скажи пчёлам, что меня больше нет (англ. Go Tell the Bees That I Am Gone, 2021)

## Критика и награды
Роман получил благоприятные отзывы критиков, выиграл премию за лучший любовный роман 1991 года в Америке.

## Телевизионный сериал
В июне 2013 года Starz запланировал 16 серий телевизионной адаптации, и производство началось в октябре 2013 года в Шотландии. Премьера сериала состоялась в США 9 августа 2014 года. Работа над вторым сезоном началась 15 августа 2014 года.

## Другие адаптации
В 2010 году Гэблдон одну треть романа адаптировала для графического романа, иллюстрированного Хоангом Нгуеном. В том же году вышел мюзикл с композициями из 14 песен.